# Río Pamplonita

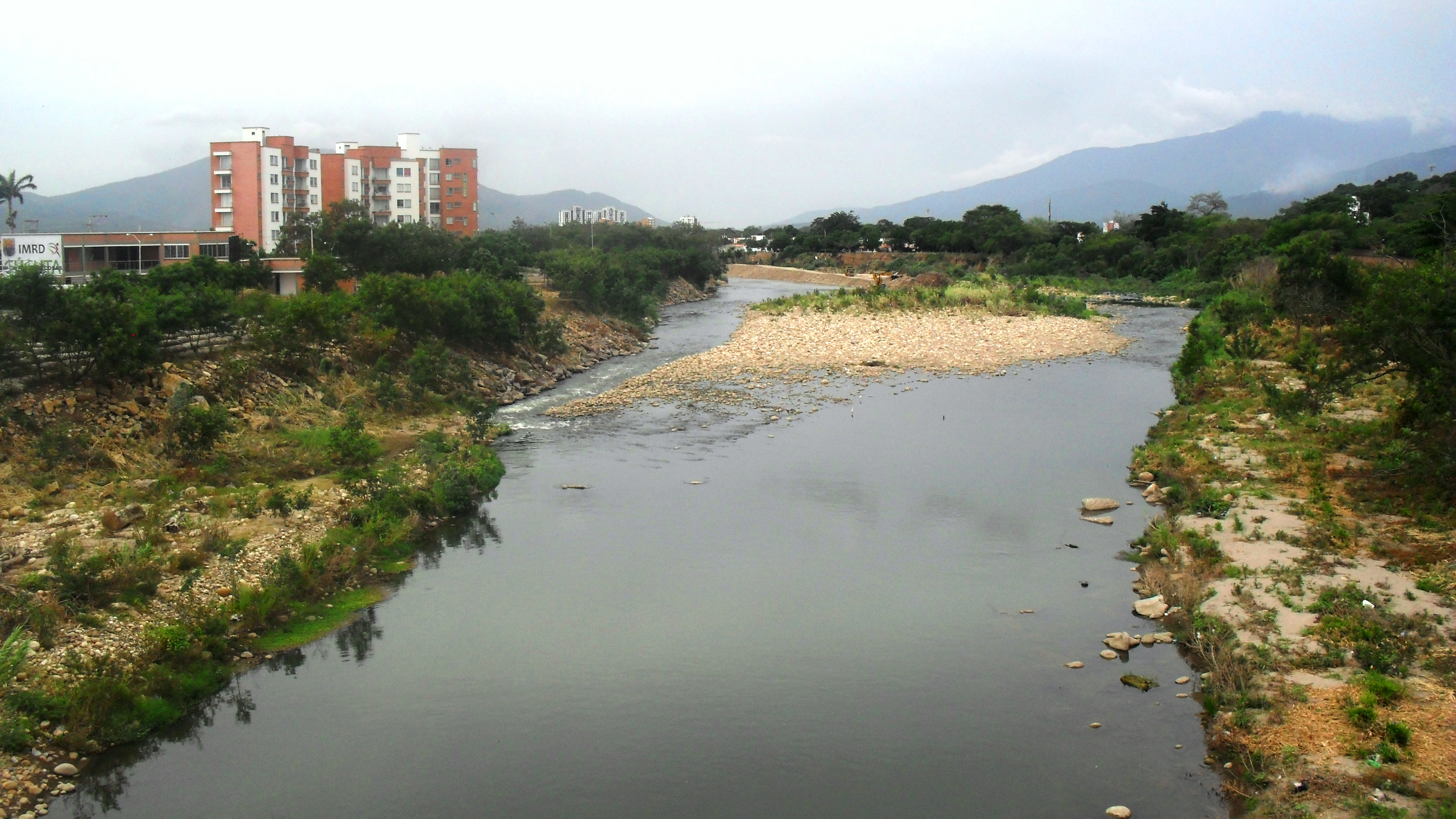
Río Pamplonita – Cúcuta, Colombia

El Pamplonita es un río que fluye en dirección sur-norte por el departamento colombiano de Norte de Santander, es tributario del Río Zulia que a su vez hace parte del Río Catatumbo. Lastimosamente está contaminado ya que este municipio no ha invertido en un mejor manejo de aguas negras y estas son depositadas directamente de las viviendas al río, su caudal ha disminuido notablemente debido a la tala de árboles y la industria.
En sus orillas se encuentran varias localidades como: Pamplona, Pamplonita y la ciudad de Cúcuta junto con los municipios del área metropolitana, donde es la principal fuente de agua. Debido a que las ciudades no cuentan con plantas de tratamiento de agua (excepto Los Patios,  que limpia el 20% de las aguas negras), las aguas residuales llegan directamente al río, sin embargo las administraciones locales tienen sistemas de protección y cuentan con futuros proyectos.
La necesidad de transportar el cacao, la principal riqueza de la región antiguamente, lo convirtió durante los siglos XVIII y XIX, en el eje principal de la economía. Fue navegable a principios de siglo, se transportaban mercancías desde Puerto Santander hasta los anclajes que existieron en el barrio San Luis, donde eran cargadas al tren de Cúcuta para su transporte hacia y desde el interior del país, fue uno de los primeros puertos fluviales y quizá el único que existió en el Oriente Colombiano.

## Geografía
El río nace a 3300 m s. n. m., en el cerro de Altogrande, en el páramo de Fontibón, en las cercanías de Pamplona.
Desciende por el valle del Cariongo, sale por el boquerón de Pamplona y sigue hacia el noroeste, hasta la altura de Chinácota, recibe las aguas de la quebrada La Honda y sigue bajando hasta el valle de Cúcuta, por donde pasa cansado, y al salir se junta con el río Táchira, hasta desembocar en el caudaloso río Zulia, que los arroja al lago de Maracaibo. La mayoría de su curso restante se da a 150 m s. n. m.
Su cuenca se ubica sobre la Cordillera Oriental, extendiéndose por el suroeste de Norte de Santander, desde Pamplona hasta Puerto Santander. En la década de 1960, la Organización Mundial de la Salud colaboró con las autoridades sanitarias nacionales para extender el suministro de agua potable a Pamplona.
Amigos del Río para el Río Pamplonita en Cúcuta, obras de rehabilitación y mejoramiento del río.
En la urbanización La Rinconada en Cúcuta comienza a buscar el oriente, por dónde viene raudo el Táchira. Cuentan los cucuteños de antes que el río bajaba por la avenida primera y que sus inundaciones o crecidas eran temidas. En ocasiones se lanzó hasta la avenida segunda y bajó soberbio por el parque Colón y el hospital.
La cuenca cubre 1345,4 km², y la longitud total de 115 km. La mayor parte de su recorrido es casi horizontal y gradualmente se va desestabilizando es una de las notándose la presencia de fenómenos y procesos de erosión y acumulación en las partes altas y bajas.
Entre La Donjuana y San Faustino (a una altitud de 200 m) se ensancha y sus laderas son de pendientes más suaves. Esta configuración se repiten hasta después de la confluencia con el Táchira, en donde vuelve a ser estrecho y se encajona.
En ese mismo tramo, la vegetación espinosa PRI es la zona más seca de la región, por lo que se presenta tanta erosión. También, se observa socavación de las orillas dentro del hecho del Pamplonita, debido a la extracción de materiales de arrastre, lo que está modificando el nivel de base del río, obligándolo a cambiar de curso, en algunos tramos, como cerca Cúcuta, en La Garita y en Los Vados.
De San Faustino, hacia el norte, se ensancha otra vez hasta Puerto Santander, en cuyas cercanías se une al río Zulia. Durante su recorrido recibe 26 afluentes, pero de reducido caudal.

## Flora y fauna
La cobertura vegetal en la cuenca del pamplonita está representada en la mayor parte por bosques secundarios, con un área de 253.6 km². Se han Identificado para la cuenca 75 órdenes, 143 familias, y 560 especies reportadas. Entre los órdenes con más representación están los mirtales y rosales, con 7 familias; seguidos por sapindales y liliales (6 familias) y fabales, malvales y violales (5 familias). Según los listados de especies de flora amenazada y el Libro Rojo de Plantas Fanerógamas de Colombia, en la cuenca del río hay 18 especies con algún tipo de amenaza.
Fauna
En aves se encuentran 19 órdenes, 52 familias y 258 especies, siendo el orden Passeriforme el más dominante con 21 familias, seguido del orden Piciforme con 4 familias, Apodiforme, Caprimulgiformes, Charadriformes, Ciconiforme, Coraciforme, Falconiforme con 3 familias y otros 11 géneros con 1 familia.
En cuanto a las familias, la más frecuente es Trochilidae con 26 especies, seguida por la familia Tyrannidae con 25 especies, conocidos como atrapamoscas y pirire, Furnariidae con 13 especies, llamados comúnmente como guito y trepapalo, Thraupidae y Accipritidae cada una con 11 especies.
En mamíferos se conformó un listado de 52 especies, registradas en 26 familias y 9 órdenes. La familia más representada es la Murdidae, correspondiente a los ratones, con 7 especies; seguida de la Mustelidae con 5, en la que están la comadreja y la marta, y la Felidae y Didelphidae (familia de los fara) con 4 cada una.
En anfibios se han identificado 13 especies, 2 órdenes y 8 familias. La familia Hylidae (Ranas) por 3 especies y las 6 restantes tienen una especie.
En el libro Peces del Pamplonita , un estudio realizado entre 2012 y 2013 por Ecopetrol dio como resultado más de 60 especies, ocho de ellas calificadas como vulnerables y 23 destacadas como de importancia para el consumo humano. Otras 31 son endémicas, es decir, exclusivas de la cuenca del Lago Maracaibo y 12 de ellas ornamentales.

## Problemas ambientales
A la cuenca del río Pamplonita, pertenece los municipios: Cúcuta, Pamplona, Los Patios, Chinácota, Bochalema y Pamplonita, y los corregimientos El Diamante, La Donjuana, La Garita, San Faustino y Agua Clara. Abastece al 65% de la población de Norte de Santander.
El primer impacto ecológico negativo lo recibe al convertirse en receptor de aguas residuales de Pamplona, y empieza a perder la calidad de sus aguas. Luego, el depositario de aguas descompuestas de Los Patios y de Cúcuta. La ciudad de Cúcuta arroja cada segundo 722 litros de aguas residuales al río, lo que representa el 76% del total.
Otra fuente de contaminación son los vertimientos de los mataderos de Pamplona y de Bochalema, y los plaguicidas y los agroquímicos. El decreto 1541 establece como requisito para la utilización del agua la obtención de la concesión, como mecanismo jurídico para preservar la disponibilidad del recurso hídrico, y da prioridad a su utilización. No obstante, muchos de las derivaciones y captaciones que sufre el río no están legalizadas ni sujetas a control.
Caudal medio
En el plan de desarrollo municipal de Cúcuta 2008-2011 las cifras del caudal medio fueron de 15 m³/s, ya en 2015 esta se redujo drásticamente, según la empresa de acueducto y alcantarillado de Cúcuta el nivel del agua es de 10 m³/s y en tiempo de sequía es de 5 m³/s.
Un estudio realizado por Corponor a mediados de 2019, dio como resultado que la medición del nivel del río Pamplonita, era de 464 litros por segundo por el puente de San Rafael, mientras que el sector del anillo vial era de 762 litros por segundo.

## Afluentes
Los principales afluentes son:
- por la margen derecha:

- las quebradas de Monteadentro, Los Negros, Los Cerezos, Zipachá, Tanauca, Ulagá, El Gabro, El Ganso, Santa Helena, Cucalina, La Teja, De Piedra, La Palmita, Matagira, La Chorrera, Iscalá, Honda, Cascarena, Villa Felisa, Ciénaga, Juana Paula, Don Pedro, Faustinera, Europea, Rodea, Aguasucia.
- el río Táchira y río Viejo y los caños Las Brujas, Caghicana y Guardo.

- por la margen izquierda:

- las quebradas de Navarro, San Antonio, La Palma, Hojancha, La Laguna, Batagá, Galindo, Santa Lucía, Las Colonias, El Laurel, Chiracoca, Montuosa, El Masato, Quebraditas, Aguanegra, Zorzana, El Ojito, Jaguala, Viajaguala, Tío José, El Magro, Aguadas, La Rinconada, Periquera, Voladora, La Sarrera, La Cuguera, Guaimaraca, Aguaclarera y Palermo.

- y los caños La Trigrera, Negro, El Oso, Chipo.

## Historia reciente
El río tiene de largo 155 km desde su nacimiento hasta la desembocadura en el Río Zulia, sus mayores problemas son la tala de árboles y las Aguas residuales.
En un informe de 14 años (1987 y 2001), se perdieron 2455 hectáreas de bosques naturales y se dio una alteración del caudal en la parte media de la cuenca, para el 2001, en menos dos metros cúbicos por segundo.
En 1991 se presentó una epidemia en el río con los animales.
En el año 2007 y en el 2011 el río vivió una serie de crisis por el derramamiento de petróleo. El derrame de 10 mil barriles de petróleo sobre la fuente hídrica más importante para la región que abastece a 700 mil habitantes
Con el primer derrame de petróleo murieron 11 familias de macroinvertebrados de las 18 existentes. Posterior a ello se inició un proceso de recuperación que permitió regresar las especies al río, pero con el segundo derrame sólo quedaron 11 especies. Habitaban 21 especies de peces y luego de este desastre ambiental quedaron 8 especies.
Con la mancha de crudo de 90 km, al río Pamplonita se le aceleraron 50 años de su desaparición.
En abril de 2013 un camión cisterna se volcó causando un derrame de 15 mil litros de Biodiésel a uno de los arroyos afluentes del río.
En 2014 Centenares de peces aparecieron muertos en las orillas del río Pamplonita que atraviesa, mojarras y alevinos. Las autoridades ambientales dijeron que probablemente esto, podría haberse causado por la alta sedimentación que presentan el caudal del río sobre el sector donde desembocan directamente aguas negras de varias urbanizaciones, otra teoría podría ser que utilicen de basurero al río en los criaderos cercanos la cual tomó fuerza al determinar que los peces no eran originarios, sin embargo la alcaldía de Cúcuta en su portal web informó que la causa fue por la falta de oxígeno como resultado de las altas temperaturas.
Un informe presentado por Corponor en septiembre de 2015 dijo que el caudal del río oscila entre los 4200 y 3600 litros por segundo, y debido a la sequía se busca reducir el suministro al acueducto de Cúcuta en un 30%.